# Giro Donne 2011
Der Giro Donne 2011 fand als 22. Ausgabe des Giro Donne vom 1. Juli bis 10. Juli 2011 statt. Das Rennen wurde über 10 Etappen und 962,1 km ausgetragen. Es siegte Marianne Vos vor Emma Pooley und Judith Arndt in der Gesamtwertung.

## Teilnehmende Mannschaften
| UCI Women's Teams (16)- AA Drink-leontien.nl - Bizkaia-Durango - Colavita Forno d'Asolo - Diadora-Pasta Zara - Garmin-Cervélo - Gauss - Hitec Products-UCK - HTC-Highroad Women - Kleo Ladies - Lotto Honda - Mcipollini-Giordana - Nederland Bloeit - SC Michela Fanini Rox - Top Girls-Fassa Bortolo - Topsport Vlaanderen 2012-Ridley - Vaiano Solaristech Nationalmannschaft- Niederlande |
| |

## Etappenliste
| Etappe     | Datum    | Etappenorte                   | type                 | Länge (km) | Höhenmeter (m) | Etappensieger       | Gesamtführender |
| ---------- | -------- | ----------------------------- | -------------------- | ---------- | -------------- | ------------------- | --------------- |
| 1. Etappe  | 1. Jul.  | Rom – Velletri                | Flachetappe          | 86         | 375 m          | Marianne Vos        | Marianne Vos    |
| 2. Etappe  | 2. Jul.  | Pescocostanzo – Pescocostanzo | Mittelschwere Etappe | 91         | 1.450 m        | Shara Gillow        | Shara Gillow    |
| 3. Etappe  | 3. Jul.  | Potenza Picena – Fermo        | Hügelige Etappe      | 104,3      | 1.220 m        | Marianne Vos        | Marianne Vos    |
| 4. Etappe  | 4. Jul.  | Forlimpopoli – Forlì          | Flachetappe          | 101        | 250 m          | Ina-Yoko Teutenberg | Marianne Vos    |
| 5. Etappe  | 5. Jul.  | Altedo – Verona               | Flachetappe          | 129        | 10 m           | Nicole Cooke        | Marianne Vos    |
| 6. Etappe  | 6. Jul.  | Fontanellato – Piacenza       | Flachetappe          | 128        | 150 m          | Marianne Vos        | Marianne Vos    |
| 7. Etappe  | 7. Jul.  | Rovato – Grosotto             | Hochgebirgsetappe    | 122        | 1.927 m        | Marianne Vos        | Marianne Vos    |
| 8. Etappe  | 8. Jul.  | Teglio – Valdidentro          | Hochgebirgsetappe    | 70         | 1.949 m        | Emma Pooley         | Marianne Vos    |
| 9. Etappe  | 9. Jul.  | Agliè – Ceresole Reale        | Hochgebirgsetappe    | 114,8      | 1.390 m        | Marianne Vos        | Marianne Vos    |
| 10. Etappe | 10. Jul. | San Francesco al Campo        | Einzelzeitfahren     | 16         | 30 m           | Ina-Yoko Teutenberg | Marianne Vos    |

## Gesamtwertung
| \| Gesamtwertung \| Gesamtwertung \| Gesamtwertung \| Gesamtwertung \| Gesamtwertung \| \| Fahrer \| Fahrer \| Land \| Team \| Zeit \| \| ------------- \| ------------------ \| ---------------------- \| ------------------- \| ---------------- \| \| 1. \| Marianne Vos \| Niederlande \| Nederland Bloeit \| 25 h 42 min 40 s \| \| 2. \| Emma Pooley \| Vereinigtes Königreich \| Garmin-Cervélo \| + 3 min 16 s \| \| 3. \| Judith Arndt \| Deutschland \| HTC-Highroad Women \| + 8 min 15 s \| \| 4. \| Tatiana Guderzo \| Italien \| MCipollini-Giordana \| + 9 min 09 s \| \| 5. \| Tatjana Antoschina \| Russland \| Gauss \| + 12 min 46 s \| \| 6. \| Ruth Corset \| Australien \| Bizkaia-Durango \| + 12 min 58 s \| \| 7. \| Emma Johansson \| Schweden \| Hitec Products-UCK \| + 14 min 15 s \| \| 8. \| Sylwia Kapusta \| Polen \| Gauss \| + 14 min 26 s \| \| 9. \| Shara Gillow \| Australien \| Bizkaia-Durango \| + 15 min 48 s \| \| 10. \| Mara Abbott \| Vereinigte Staaten \| Diadora-Pasta Zara \| + 16 min 29 s \| |                    |                        |                     |                  |
| |                    |                        |                     |                  |
| |                    |                        |                     |                  |
| Gesamtwertung |                    |                        |                     |                  |
| Fahrer | Fahrer             | Land                   | Team                | Zeit             |
| 1. | Marianne Vos       | Niederlande            | Nederland Bloeit    | 25 h 42 min 40 s |
| 2. | Emma Pooley        | Vereinigtes Königreich | Garmin-Cervélo      | + 3 min 16 s     |
| 3. | Judith Arndt       | Deutschland            | HTC-Highroad Women  | + 8 min 15 s     |
| 4. | Tatiana Guderzo    | Italien                | MCipollini-Giordana | + 9 min 09 s     |
| 5. | Tatjana Antoschina | Russland               | Gauss               | + 12 min 46 s    |
| 6. | Ruth Corset        | Australien             | Bizkaia-Durango     | + 12 min 58 s    |
| 7. | Emma Johansson     | Schweden               | Hitec Products-UCK  | + 14 min 15 s    |
| 8. | Sylwia Kapusta     | Polen                  | Gauss               | + 14 min 26 s    |
| 9. | Shara Gillow       | Australien             | Bizkaia-Durango     | + 15 min 48 s    |
| 10. | Mara Abbott        | Vereinigte Staaten     | Diadora-Pasta Zara  | + 16 min 29 s    |